# 尤尼昂鎮區 (印地安納州波特縣)
尤尼昂鎮區（英語：Union Township）是位於美國印地安納州波特縣的一個行政鎮區。

## 地方資料
根據2010年美國人口普查的數據，尤尼昂鎮區的面積為77.64平方千米，當中陸地面積為76.49平方千米，而水域面積為0.15平方千米。當地共有人口8811人，而人口密度為每平方千米113.49人。